# Takayuki Funayama
Takayuki Funayama (japanisch 船山 貴之 Funayama Takayuki; * 6. Mai 1987 in der Präfektur Chiba) ist ein ehemaliger japanischer Fußballspieler.

## Karriere
Funayama erlernte das Fußballspielen in der Universitätsmannschaft der Ryūtsū-Keizai-Universität. Seinen ersten Vertrag unterschrieb er 2010 bei Tochigi SC. Der Verein spielte in der zweithöchsten Liga des Landes, der J2 League. Für den Verein absolvierte er 15 Ligaspiele. Im August 2011 wechselte er zum Drittligisten Matsumoto Yamaga FC. Am Ende der Saison 2011 stieg der Verein in die zweite Liga auf. Für den Verein absolvierte er 140 Ligaspiele. 2015 wechselte er zum Erstligisten Kawasaki Frontale. Für den Verein absolvierte er 21 Erstligaspiele. 2016 wechselte er zum Zweitligisten JEF United Chiba. Hier stand er bis Ende 2021 unter Vertrag. Für den Klub aus Ichihara absolvierte er 228 Zweitligaspiele. Im Januar 2022 unterschrieb er einen Vertrag beim Drittligisten SC Sagamihara. Für den Verein aus SC Sagamihara bestritt er 33 Ligaspiele. Zu Beginn der Saison 2023 unterschrieb er einen Vertrag beim Viertligisten ReinMeer Aomori FC. Nach 28 Ligaspielen beendete er nach der Saison 2023 seine Karriere als Fußballspieler.

## Sonstiges
Takayuki Funayama ist der Bruder von Yuji Funayama (Karriereende).